# The Big Tease
The Big Tease è un film del 1999 diretto da Kevin Allen.